# کیش‌اوروسی
کیش‌ا‌وروسی (به مجاری:  Kisoroszi) یک شهرداری در مجارستان است که در ناحیه سنت‌اندره واقع شده‌است. کیش‌اوروسی ۱۰٫۹۴ کیلومتر مربع مساحت و ۹۲۱ نفر جمعیت دارد.